# Peninsula Sports Cars
Peninsula Sports Cars ist ein britischer Hersteller von Automobilen.

## Unternehmensgeschichte
Paul Featherstone-Harvey gründete 2008 das Unternehmen in Redruth in der Grafschaft Cornwall. Er begann mit der Produktion von Automobilen und Kits. Die Markennamen lauten Minari und Supersnake.

## Fahrzeuge

### Markenname Minari
Peninsula Sports Cars übernahm 2008 von Adrenaline Motorsport die Produktion zweier Modelle, die seitdem unverändert als Minari vermarktet werden. Der Roadsport ist ein zweisitziger Roadster und der RSR die davon abgeleitete Sportausführung ohne Windschutzscheibe. Insgesamt entstanden bisher etwa 134 Exemplare dieser beiden Modelle bei den verschiedenen Herstellern.

### Markenname Supersnake
Ebenfalls 2008 wurde von Richard Stewart, dem Gründer von Robin Hood Engineering, das Projekt Supersnake übernommen und seit 2011 angeboten. Das Fahrzeug ähnelt dem AC Cobra. Viele Teile kommen vom Ford Mondeo.